# أندرسون ليزا
أندرسون ليزا (بالبرتغالية: Anderson Lessa‏) هو لاعب كرة قدم برازيلي في مركز الهجوم، ولد في 26 يوليو 1989 في ريسيفي في البرازيل. لعب مع جمعية أرابيراكا الرياضية ونادي أفاي لكرة القدم ونادي كروزيرو ونادي ناوتيكو.